# Nectria pinea
Nectria pinea är en svampart som beskrevs av Dingley 1951. Nectria pinea ingår i släktet Nectria och familjen Nectriaceae.   Inga underarter finns listade i Catalogue of Life.